# Предкін Володимир Вікторович
Володимир Вікторович Предкін (рос. Влади́мир Ви́кторович Пре́дкин нар. 31 травня, 1969, Ленінград, Російська РФСР) — російський плавець, срібний призер Олімпійських ігор 1996 року, дворазовий чемпіон Європи, призер чемпіонатів світу та Європи.

## Біографія
Роман Євгоров народився 31 травня 1969 року в місті Ленінград.
Найкращі результати спортсмен демонстрував, виступаючи в естафетних запливах. Першого успіху він добився у 1993 році, коли став чемпіоном Європи в естафеті 4x100 метрів вільним стилем. Через два роки він повторив цей результат. Окрім цього у 1994 році він став срібним призером чемпіонату світу в естафеті. Вдалі виступи дали спортсмену можливість представити збірну Росії на Олімпійських іграх 1996 року в Атланті. В естафеті 4x100 метрів вільним стилем Предкін виступив одразу у фіналі, де з партнерами зумів стати срібними призерами змагань. Окрім цього плавець взяв участь у запливах на дистанціях 50 та 100 метрів вільним стилем. Пройти у півфінал йому не вдалося. У попередніх запливах він посідав 20-те та 24-те місце відповідно.
Випускник Санкт-Петербузького коледжу олімпійського резерву № 1, а також Уінверситету імені Лесгафта.

## Виступи на Олімпіадах
| Олімпіада    | Дисципліна             | Місце |
| ------------ | ---------------------- | ----- |
| Атланта 1996 | 50 м вільним стилем    | 20    |
| Атланта 1996 | 100 м вільним стилем   | 24    |
| Атланта 1996 | 4x100 м вільним стилем | 2     |